# Alexei Pajitnov
Alexei Leonidovici Pajitnov (în rusă Алексей Леонидович Пажитнов, n. 16 aprilie 1955, Moscova, RSFS Rusă, URSS) este un inginer de calculatoare și designer de jocuri video ruso-american. El este cel mai cunoscut pentru crearea, proiectarea și dezvoltarea jocului Tetris în 1985, în timp ce lucra la Centrul de Calcul Dorodnițîn din cadrul Academiei de Științe a Uniunii Sovietice (acum Academia Rusă de Științe).
În 1991, s-a mutat în Statele Unite ale Americii și mai târziu a devenit cetățean american. În 1996, Pajitnov a fondat The Tetris Company împreună cu designerul olandez de jocuri video Henk Rogers. Pajitnov nu a primit drepturi de autor pentru Tetris înainte de această dată, în ciuda popularității ridicate a jocului.

## Tinerețe
Pajitnov s-a născut din părinți care erau ambii scriitori. Tatăl său era critic de artă, mama lui jurnalistă care scria atât pentru ziare, cât și pentru o revistă de cultură cinematografică. Prin intermediul părinților săi, Pajitnov a avut în cele din urmă o pasiune pentru arte, mai ales pentru cinema. Și-a însoțit mama la multe proiecții de filme, inclusiv la Festivalul Internațional de Film de la Moscova.:296:75 Pajitnov a avut, de asemenea, înclinație spre matematică, bucurându-se de puzzle-uri și rezolvarea problemelor.
În 1967, la vârsta de 11 ani, părinții lui Pajitnov au divorțat. Câțiva ani, a locuit cu mama sa într-un apartament cu un dormitor deținut de stat. Cei doi au putut în cele din urmă să se mute într-un apartament privat de pe strada Gertsen 49, când Pajitnov a avut 17 ani. :296 Mai târziu, a continuat să studieze matematica aplicată la Institutul de Aviație din Moscova.

## Carieră
În 1977, Pajitnov a lucrat ca stagiar de vară la Academia Sovietică de Științe. După ce a absolvit, în 1979, a acceptat un loc de muncă acolo, lucrând la recunoașterea vorbirii la Centrul de Calcul Dorodnițîn al Academiei.:86 După ce Centrul de Calcul a primit echipamente noi, cercetătorii de acolo au scris un mic program pentru el, pentru a testa capacitățile de calcul. Potrivit lui Pajitnov, aceasta „a devenit scuza [lui] pentru a face jocuri”. Jocurile pe calculator erau fascinante pentru el, deoarece ofereau o modalitate de a reduce decalajul dintre logică și emoție, iar Pajitnov era interesat atât de matematică, cât și de puzzle-uri, precum și de psihologia calculului.:76

Tetris

În căutarea inspirației, Pajitnov și-a amintit din copilărie despre jocul de pentomino, un joc în care utilizatorul creează figuri folosind cinci pătrate identice conectate prin laturi. Amintindu-și de dificultatea pe care a avut-o în a pune piesele înapoi în cutia lor, Pajitnov s-a simțit inspirat să creeze un joc bazat pe acest concept. Folosind un computer sovietic model Electronika 60 în Centrul de Calcul, el a început să lucreze la ceea ce a devenit prima versiune de Tetris. După ce a scris primul prototip în două săptămâni, Pajitnov a petrecut mai mult timp testând și adăugând linii noi jocului, finalizându-l la 6 iunie 1985. Această versiune primitivă nu avea nivele sau sistem de punctare, dar Pajitnov știa că are un joc cu un potențial grozav, deoarece nu se putea opri din a-l juca la serviciu.
Jocul a atras interesul unor colegi precum colegul programator Dmitri Pevlovski, care l-a ajutat pe Pajitnov să ia legătura cu Vadim Gherasimov, atunci un stagiar de 16 ani la Academia Sovietică. Pajitnov a vrut să creeze o versiune color a lui Tetris pentru computerul personal IBM și a cerut stagiarului să-l ajute. Gerasimov a creat versiunea pentru PC în mai puțin de trei săptămâni și, cu contribuțiile lui Pevlovski, a durat încă o lună adăugând noi funcții, cum ar fi sistemul de ținere a scorului și efecte sonore.:300:78Jocul, disponibil pentru prima dată în Uniunea Sovietică, a apărut în Occident în 1986. 
Pajitnov a creat o continuare a lui Tetris, intitulată Welltris, care are același principiu, dar are loc într-un mediu tridimensional în care jucătorul vede zona de joc de sus. Tetris a fost licențiat și administrat de compania sovietică ELORG (Electronorgtechnica), care deținea monopolul importului și exportului de hardware și software de calculator în Uniunea Sovietică și i-a făcut publicitate cu sloganul „Din Rusia cu dragoste” (pe NES: „Din Rusia cu distracție!"). Deoarece era un angajat al guvernului sovietic, Pajitnov nu a primit drepturi de autor.
Pajitnov, împreună cu Vladimir Pohilko, s-au mutat în Statele Unite în 1991 și mai târziu, în 1996, a fondat The Tetris Company cu Henk Rogers, ceea ce i-a permis în cele din urmă să aibă drepturi de autor asupra jocului său și să fie plătit. El a ajutat la proiectarea puzzle-urilor din versiunile Super NES ale lui Yoshi's Cookie și a proiectat jocul Pandora's Box, din 1999 care încorporează puzzle-uri mai tradiționale în stil jigsaw. Pajitnov și Pohilko au fondat compania de tehnologie software 3D AnimaTek, care a dezvoltat jocul / screensaverul El-Fish.
A fost angajat de Microsoft din octombrie 1996 până în 2005. În acest timp, a lucrat la Microsoft Entertainment Pack: The Puzzle Collection, MSN Mind Aerobics și MSN Games. Noua versiune îmbunătățită a lui Pajitnov, Hexic HD, a fost inclusă în fiecare pachet nou de Xbox 360 Premium.
În august 2005, cei de la WildSnake Software au dezvăluit că Pajitnov va colabora cu ei pentru a lansa o nouă linie de jocuri puzzle.

## Viață personală
Pajitnov s-a mutat în Statele Unite în 1991, a fost naturalizat ca cetățean american și acum locuiește în Clyde Hill, Washington. Are o soție, Nina, cu care a avut doi fii pe nume Peter și Dmitri. Dmitri a murit într-un accident de schi pe Muntele Rainier în 2017. Inițial a fost considerat o persoană dispărută, dar cadavrul său a fost găsit la 9 februarie 2018.

## Opinii politice
După invazia rusă a Ucrainei din 2022, Pajitnov a emis o declarație în care a condamnat războiul și în care l-a numit pe Vladimir Putin un „dictator nebun fără suflet” și că „regimul său odios va cădea și modul normal de viață pașnic va fi restabilit în Ucraina și, sperăm că și în Rusia."

## Jocuri
| Titlu                                               | An   | Platformă                                                   | Rol                                                       |
| --------------------------------------------------- | ---- | ----------------------------------------------------------- | --------------------------------------------------------- |
| Tetris                                              | 1985 | Electronika 60, IBM-PC                                      | Concept original (cu Vadim Gherasimov & Dmitri Pavlovski) |
| Welltris                                            | 1989 | Amiga, Atari ST, Commodore 64, DOS, Macintosh & ZX Spectrum | Designer (cu Andrei Sgenov)                               |
| Faces                                               | 1990 | Amiga, DOS, Macintosh                                       | Concept original (cu Vladimir Pohilko)                    |
| Hatris                                              | 1990 | TurboGrafx-16, Arcade, Game Boy & NES                       | Concept original                                          |
| Knight Move                                         | 1990 | Famicom Disk System (Japonua)                               | Idealist                                                  |
| Wordtris                                            | 1991 | DOS, Game Boy, Classic Mac OS, SNES                         | Designer                                                  |
| El-Fish                                             | 1993 | DOS                                                         | Concept original (cu Vladimir Pohilko)                    |
| Knight Moves                                        | 1995 | Windows                                                     | Idealist                                                  |
| Ice & Fire                                          | 1995 | Windows, Macintosh                                          | Concept original (cu Vladimir Pohilko)                    |
| Tetrisphere                                         | 1997 | Nintendo 64                                                 | Contribuitor                                              |
| Microsoft Entertainment Pack: The Puzzle Collection | 1997 | Windows & Game Boy Color                                    | Designer                                                  |
| Microsoft Pandora's Box                             | 1999 | Windows                                                     | Designer                                                  |
| Microsoft A.I. Puzzler                              | 2001 | Windows                                                     | Designer                                                  |
| Hexic                                               | 2003 | Windows                                                     | Concept original și design                                |
| Hexic HD                                            | 2005 | Xbox 360                                                    | Concept original și design                                |
| Dwice                                               | 2006 | Windows                                                     | Designer                                                  |
| Hexic 2                                             | 2007 | Xbox 360                                                    | Designer                                                  |
| Marbly                                              | 2013 | iOS                                                         | Concept original și design                                |

## Premii și recunoaștere
În 1996, GameSpot l-a numit al patrulea cel mai influent dezvoltator de jocuri pe computer din toate timpurile.
În martie 2007, a primit premiul Game Developers Choice Awards First Penguin. Premiul a fost acordat pentru pionierat în piața jocurilor casual.
În iunie 2009, a primit premiul de onoare la LARA - Der Deutsche Games Award din Köln, Germania.
În 2012, IGN l-a inclus pe Pajitnov pe lista celor 5 minuni memorabile ale industriei jocurilor video, numindu-l „cel mai bun joc video dintr-o singură lovitură”.
În 2015, Pajitnov a câștigat Premiul Bizkaia la Festivalul Fun & Serious Game Festival.
Pajitnov a fost interpretat de actorul rus Nikita Efremov în filmul din 2023 Tetris, o repovestire dramatică a războiului de licitare a licențelor pentru Tetris de la sfârșitul anilor 1980.